# شيغيتو كوياما
شيغيتو كوياما (コヤマシゲト كوياما شيغيتو) هو رسام و مخرج فني ياباني ولد في 2 ديسمبر 1975 في طوكيو.

## أعماله في السينما الأمريكية
- الأبطال الستة (المساهمة في تصميم بايماكس)

## أعماله في الأنمي

### مسلسلات أنمي تلفزيونية
- إيوريكا سفن (التصميم)
- إيوريكا سفن AO (تصوير التصاميم)
- تنجن توبا جورين لاجان (التصميم)
- هيرومان (تصميم الشخصيات)
- ستار درايفر (تصميم السايبودي)
- كيل لا كيل (المخرج الفني)
- كابتن إيرث (التصميم الرئيسي)
- جاندام: ريكونجيستا G (التصميم)
- دارلينغ إن ذا فرانكس (تصميم الميكانيكيات)
- هيسوني و ماسوتان (التصميم المبدئي للوحوش)

### أنمي الإنترنت
- إنفيرنو كوب (التصميم المبدئي)
- نينجا سلاير فروم أنيميشن (الرسوم المفتاحية)

### أوفا أنمي
- دايباستر (التصميم)

### أفلام أنمي
- الفرقة المتنقلة المدرعة: ستاند ألون كومبليكس: سوليد ستيت سوسايتي (تصميم عملاء التاتشيكوما)
- إيفانجيليون: 1.0 أنت (غير) وحيد (الرسوم المفتاحية)
- إيفانجيليون: 2.0 أنت (لا) تستطيع التقدم (التصميم, الرسوم المفتاحية)
- إيفانجيليون: 3.0 أنت (لا) تستطيع الإعادة (التصميم, الرسوم المفتاحية)
- إيوريكا سفن: جيب مليء بأقواس قزح (التصميم الرئيسي)

## أعماله في ألعاب الفيديو
- نو مور هيروز (تصميم الأسلحة, تصميم الميكانيكيات)
- نو مور هيروز 2: ديسبريت ستراغل (تصميم الأسلحة, تصميم الميكانيكيات)

## وصلات خارجية
- شيغيتو كوياما على موقع IMDb (الإنجليزية)
- شيغيتو كوياما على موقع ميوزك برينز (الإنجليزية)
- شيغيتو كوياما على موقع قاعدة بيانات الفيلم (الإنجليزية)

- صفحة IMDb